# Rue de la Colombe
Rue de la Colombe je ulice v Paříži na ostrově Cité ve 4. obvodu.

## Původ jména
Ulice má své jméno (holubičí) podle cechovního znamení, které se zde nacházelo. Podle legendy odkazuje na milostný příběh páru holubic. Tento mýtus připomíná i socha z tepaného železa.

## Poloha
Ulice vede od severu k jihu a spojuje nábřeží Quai aux Fleurs a  ulici Rue Chanoinesse.

## Historie
Ulice je poprvé zmiňována koncem 13. století v přehledu pařížských ulic Le Dit des rues de Paris pod názvem Rue de la Coulombe.
V roce 1829 byly během výkopů v ulici nalezeny neporušené části městských hradeb pocházejících z galorománského období.
Rue de la Colombe se nacházela v bývalé čtvrti kanovníků severně od Notre-Dame, nedotčená přestavbou města za prefekta Haussmanna, takže se částečně dochoval její středověký vzhled.
Až do otevření paralelní Rue d'Arcole v polovině 19. století měla Rue de la Colombe nepravidelnou šířku asi 4 metry. Domy se sudými čísly byly strženy a nahrazeny zadní fasádou budov v Rue d'Arcole, čímž se Rue de la Colombe rozšířila na 8,8 metrů.
Pouze dům č. 4, který je nyní součástí Rue des Ursins, zůstal na svém místě. Tento dům měl být také stržen kvůli vyrovnání ulice, ale byl zachován rozhodnutím Andrého Malrauxe z roku 1962.

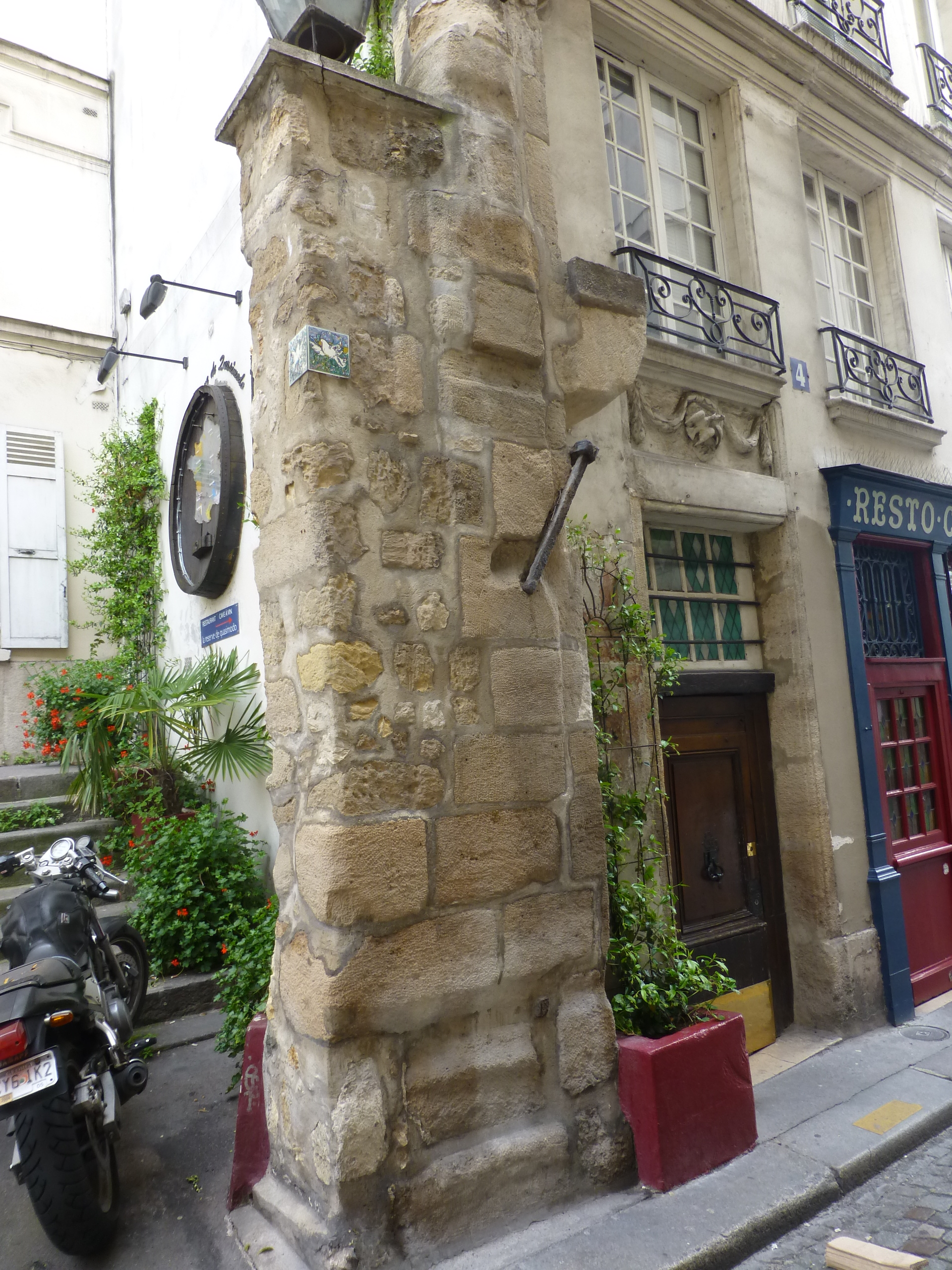
Pozůstatky městských hradeb

## Významné stavby
- dům č. 4: kabaret La Colombe
- zbytky galorománských hradeb